# Айриштаун
Айриштаун (англ. Irishtown; ирл. An Baile Gaelach) — городской район в Ирландии, находится в административном графстве Дублин (провинция Ленстер). Он расположен с южной стороны реки Лиффи и восточнее реки Доддер и граничит с такими населёнными пунктами как Рингсенд и Сандимаунт.
Айриштоун находился за городскими стенами средневекового Дублина. Когда после англо-норманского завоевания Дублин стал английским центром, ирландцы рассматривались в нём врагами, что усугублялось нашествием кланов O’Byrne и O’Toole с гор Уиклоу. В XV веке ирландцы были выселены за границу города, хотя им было разрешено торговать внутри городских стен.
Позднее Айриштаун был частью Пемброка. В XVIII веке недалеко от Айриштауна находились руины замка, которые стали пристанищем для разбойников. Местность называлась Beggars' Bush и практически не охранялась законом. Жители Рингсенда, Айриштауна, Болсбриджа и Доннибрука были вынуждены выходить на улицу вооружёнными и защищать себя самостоятельно. В XIX веке в городском районе была шерстяная фабрика Джозефа Била (англ. Joseph Beale), на которой работало 2000 человек.
В городском районе расположены природный парк Айриштаун, в котором проложены пешеходные маршруты по полуострову Пулбег, и парк имена Шона Мура.